# Leucospis williamsi
Leucospis williamsi är en stekelart som beskrevs av Boucek 1974. Leucospis williamsi ingår i släktet Leucospis och familjen Leucospidae.
Artens utbredningsområde är Filippinerna. Inga underarter finns listade i Catalogue of Life.